# Farrington Gurney
Pour les articles homonymes, voir Gurney.
Farrington Gurney est un village anglais du comté de Somerset au sud-ouest. Il est situé au croisement des routes A37 et A362.
Il y a une église normande dans le village. Il y a aussi une école primaire et un club de golf.

## Divers
Il est mentionné dans la chanson Somerset Born and Proud par The Wurzels (un groupe anglais).